# Association des oulémas musulmans algériens
L'Association des oulémas musulmans algériens (en arabe : جمعيّة العلماء المسلمين الجزائريّين, Jam‘iyyat al-‘Ulamā’ al-Muslimīn al-Jazā’iriyyīn) est une association religieuse algérienne créée en 1931, par Abdelhamid Ben Badis, pendant la colonisation française.
Sur le plan religieux, ils s'inspiraient de Mohammed Abdou, imam hanéfite égyptien et de son disciple Rachid Rida, qui recommandait le retour aux préceptes religieux des théologiens syriens du XIVe siècle, et sur le plan politique ils ont été influencés par l'émir Chekib Arslan, et le Destour tunisien. 
Le mot d'ordre du mouvement était « L'islam est notre religion, l'arabe est notre langue et l'Algérie est notre pays. ».

## Histoire

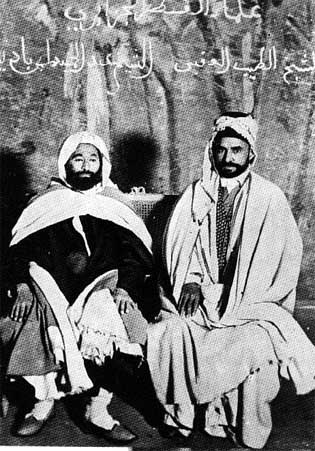
De gauche à droite, Abdelhamid Ben Badis (1889–1940) et Tayeb el-Oqbi (1889–1960).

Elle est créée le 5 mai 1931 à Constantine et regroupe tous les oulémas d'Algérie, mais l'influence réelle vient de ceux formés dans les pays du Moyen-Orient et à Tunis. Le groupe devient influent avec l'apparition de son véritable chef, le cheikh Abdelhamid Ben Badis, lui-même disciple de Hamdène Lounissi (qui finit par quitter l'Algérie pour La Mecque) et de l'imam malékite originaire de Tlemcen cheikh Abdelkader El Medjaoui (1848 - 1914).
Ben Badis est accompagné d'autres cheikhs, le cheikh Tayeb el-Oqbi qui a passé vingt-cinq ans au Hedjaz, à Médine et à La Mecque, et le cheikh Mohamed Bachir El Ibrahimi qui passe plusieurs années en Égypte et en Syrie ainsi que le poète Mohamed Laïd Al-Khalifa.
Les oulémas prenaient une place de plus en plus importante dans la vie politique et religieuse algérienne, ce qui inquiétait au plus haut point les autorités coloniales françaises. Leur enseignement religieux menaçait les mokkadems des confréries soufies, les cheikhs des zaouïas maraboutiques.
Pour combattre l'influence des oulémas, le pouvoir colonial décide en 1930 d'instituer dans chaque département des comités consultatifs du culte. La circulaire Michel du 16 février 1933 ordonne aux autorités locales de surveiller de très près les communistes et les oulémas. Par cette circulaire, les oulémas ne peuvent plus prêcher dans les mosquées, mais ceci ne diminuera pas le prestige des oulémas. Cette interdiction de prêche s'adressait surtout au cheikh el-Oqbi qui bénéficiait d'un grand prestige, il sera accusé, par l'administration coloniale, d'avoir commandité l'assassinat du mufti Bendali.
Au lendemain de l'indépendance de l'Algérie en 1962, l'Association a perdu de son prestige et de son importance dans la vie politique algérienne au profit de l’État ou des partis politiques d'inspiration islamiste dont de nombreux cadres ont été néanmoins influencés par les positions de l'Association.
Les autorités algériennes ont pris la décision de célébrer la date anniversaire de la mort du cheikh Abdelhamid Ben Badis, le 16 avril de chaque année, comme journée nationale du savoir (Yaoum El Ilm), durant laquelle sont organisées plusieurs manifestations scientifiques et culturelles, atteste l’importance du rôle des oulémas sinon dans la vie culturelle du moins dans la lutte contre les politiques coloniales. Depuis la plate-forme de la Soummam (août 1956) l’éloge que le pouvoir consacre aux oulémas, 
qualifiés de mouvement progressiste, n’a cessé d’enfler. Dans la 
Charte d’Alger (avril 1964), critiquée pourtant par les oulémas eux-mêmes, on parle d’un combat acharné mené par les oulémas pour 
libérer le peuple des superstitions religieuses et du maraboutisme et de 
ses efforts méritoires déployés pour aider à la renaissance culturelle et la propagation de l’enseignement de l’arabe. Son leader,cheikh Abdelhamid Ben Badis, contribua efficacement l’affermissement de 
l’idée nationale.
L’Association a décidé de geler ses activités au sein de l’Union internationale des oulémas musulmans (en) (UIOM) au mois d'août 2022, après le dérapage verbale de son président, Ahmed Raïssouni sur l’Algérie, le Sahara occidental et la Mauritanie. Les  appels en Algérie à le destituer de la présidence de l'UIOM se multiplient,. Le 28 août 2022, Raïssouni démissionne de son poste de président de l’Union internationale des oulémas musulmans.

## Doctrine
Les bases fondamentales de sa doctrine sont:
- L'Islam est la religion de Dieu.
- L'Islam est la religion de l'Humanité.
- prêche, non seulement, la fraternité musulmane entre tous les Musulmans, mais aussi, et à un titre égal, la fraternité humaine pour tout le genre humains.
- décrète l'égalité absolue au point de vue de la dignité humaine et des droits humains entre tous les hommes, sans distinction de race ni de couleur.
- impose comme règle absolue la justice entre tous les hommes, sans distinction d'aucune sorte.
- condamne l'iniquité dans ses formes les plus variées, en interdit la plus bénigne à tout individu, quel qu'il soit, à l'égard de qui que ce soit.
- honore et glorifie la raison et recommande de baser tous les actes de la vie sur le raisonnement.
- prescrit à ses propagateurs d'encourager sa diffusion par l'argument, la persuasion et l'exemple, non par la ruse, la contrainte ou la coercition.
- permet aux pauvres de participer à la fortune des riches par des moyens légaux tels que les contrats de commandite, de bail à comptant, de colonat partiaire, contrats dont les règles s'inspirent de la solidarité et de la collaboration loyale et profitable entre les prolétaires et les propriétaires terriens et les capitalistes.
- Sa morale repose sur les points suivants : pitié pour les pauvres, aide aux incapables, instruction aux ignorants, bons conseils aux égarés, assistance aux nécessiteux, secours aux malheureux et aux opprimés, châtiment aux oppresseurs.
- condamne l'asservissement de l'homme par l'homme ainsi que le despotisme sous toutes ses formes.

## Programme
Du point de vue religieux, l'Association procède d'un mouvement de déconstruction en cherchant à ramener l'islam algérien à une pureté originelle loin des superstitions et des innovations négatives de l'époque moderne.
Du point de vue culturel, l'Assocation s'est consacrée à restaurer la communauté islamique en rapprochant les différentes tendances de l'Islam algérien pour créer un seul bloc de musulmans algériens.

### Éducation
Ils dispensaient une éducation aux enfants algériens, leur méthode pédagogique est conçue, d'après Charles-André Julien, selon le canon moyen-oriental et panarabe.
Ils dispensaient des cours d'enseignement de la langue arabe, des cours de vulgarisation de l'histoire nationale algérienne, de religion, de grammaire, de mathématiques, etc. Ces écoles étaient mixtes en un temps où les « écoles de la République » ne l'étaient pas. Les étudiants devaient assimiler l'esprit critique de la science contemporaine afin qu'ils puissent selon Ben Badis « assimiler tout le modernisme et toute la culture de notre époque au moyen de la langue arabe. »
La plus importante école religieuse créée, fut celle de Constantine. Sous les auspices de Ben Badis, elle reçut environ trois cents enfants.
Dans les écoles des grandes villes, les oulémas donnaient des cours de théologie, de philosophie, de droit, de littérature et d'histoire.
Le but suprême devait être de créer à Alger une grande université, sur le modèle de la Zitouna de Tunis, qui serait un centre de rayonnement de la culture arabe.

### Politique
Sur le plan politique, les oulémas représentent la tendance arabo-islamique dans le mouvement national algérien dont elle constitue l'une des principales composantes. Les oulémas sont partis en croisade contre les marabouts et les zaouïas. Cette croisade avait démarré en 1914 à la suite de la publication, par cheikh Abdelkader El Medjaoui de son ouvrage Elloumm' fi nothom el bidè, ouvrage inspiré d'une poésie du moufti malékite de Constantine Mouloud Ben El Mouhoub. À cette époque, deux clans se sont affrontés par le biais de la presse: d'une part, les détracteurs de cheikh El Medjaoui et d'autre part, ceux qui le soutenaient dans les réflexions développées dans cet ouvrage. Selon le penseur algérien Malek Bennabi et l'historien américain Allan Christelow, Abdelkader El Medjaoui, auteur de nombreux ouvrages, est l'un des premiers maillons de la chaîne des oulémas qui ont initié le mouvement réformiste en Algérie dès 1877.
Après la création de l'association, le mouvement pratiquait peu d'alliances avec les partis politiques algériens et, comme pour le Destour et le Comité d'action marocaine, ne manquait jamais de rappeler l'individualité de l'Algérie qu'on ne peut confondre avec la France. Les mesures d'assimilation sont rejetées par les oulémas, Ben Badis exprima sa vision de la nation algérienne en 1936, dans le quotidien Al-Chihâb (Le Météore) : 
« Nous avons cherché dans l'histoire et dans le présent et nous avons constaté que la nation algérienne musulmane s'est formée et existe, comme se sont formées toutes les nations de la terre. Cette nation a son histoire illustrée par les plus hauts faits ; elle a son unité religieuse et linguistique ; elle a sa culture, ses traditions et ses caractéristiques, bonnes ou mauvaises comme c'est le cas de toute nation sur terre. Nous disons ensuite que cette nation algérienne n'est pas la France, ne peut être la France et ne veut pas être la France. Il est impossible qu'elle soit la France, même si elle veut l'assimilation. Elle a son territoire déterminé qui est l'Algérie avec ses limites actuelles. »
Ben Badis, dans son texte dont le titre est Mon opinion au sujet de  Mustafa Kemal Atatürk et des Réformes kémalistes, soutient la laïcité et la révolution, contre le Califat. Ben Badis et Messali Hadj étaient en désaccord politiquement, car Messali est plus proche de Kamal à cause de la lutte anti-impérialiste et les relations avec la Russie. Messali devient conservateur sous prétexte de ne pas laisser aux Oulémas le monopole de la religion.
Les relations avec le Parti du peuple algérien (PPA) et le Mouvement pour le triomphe des libertés démocratiques (MTLD) étaient tendues, l'Association reprochait la politisation des élèves de ses instituts qui sont en contact avec le PPA-MTLD, plusieurs élèves sont exclus des instituts à cause de leurs militantisme.

## Publications
Pour la diffusion de sa doctrine qui consiste à revivre en Algérie la culture arabe et musulmane, l'association a utilisé les instruments les plus efficaces par la publication en 1925 de la revue Al-Mountaquid qui fut interdite par le pouvoir colonial au bout de trois mois et fut remplacé par la revue Al-Chihāb (Le Météore), remplacé a nouveau en 1935 par l'hebdomadaire Al-Bassaïr (Clairvoyance),, qui est publiée jusqu'à présent.

## Galerie

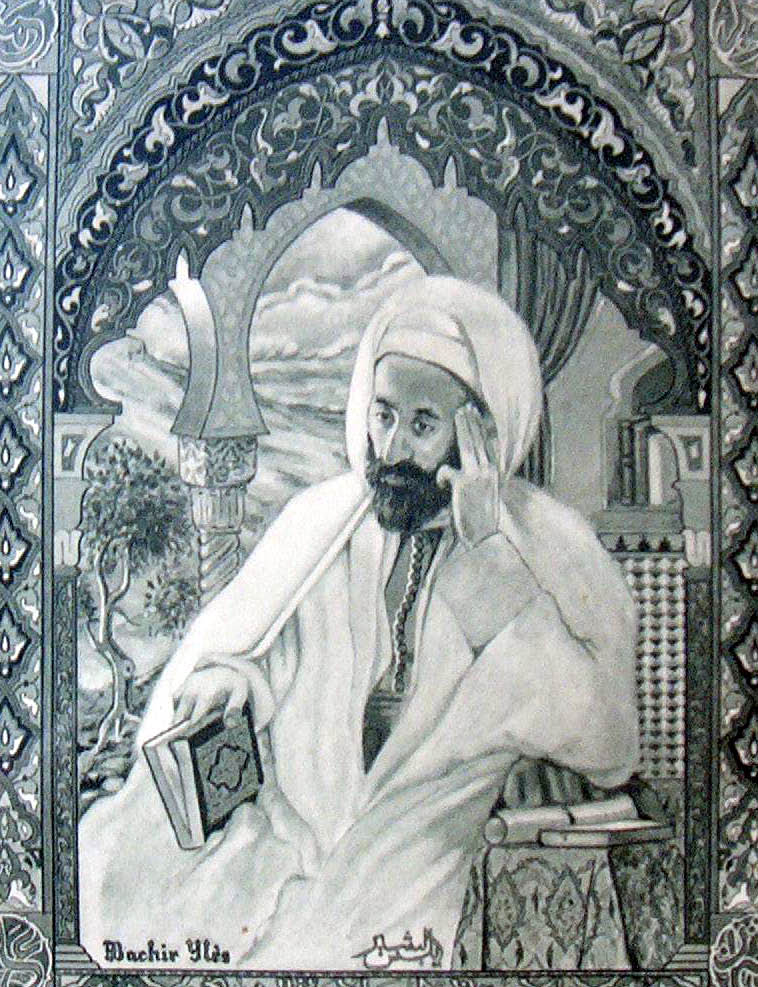
Abdelhamid Ben Badis (1889-1940).
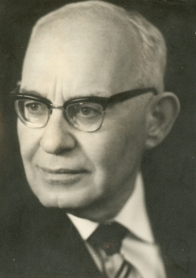
Ahmed Taoufik El Madani (1898-1983).
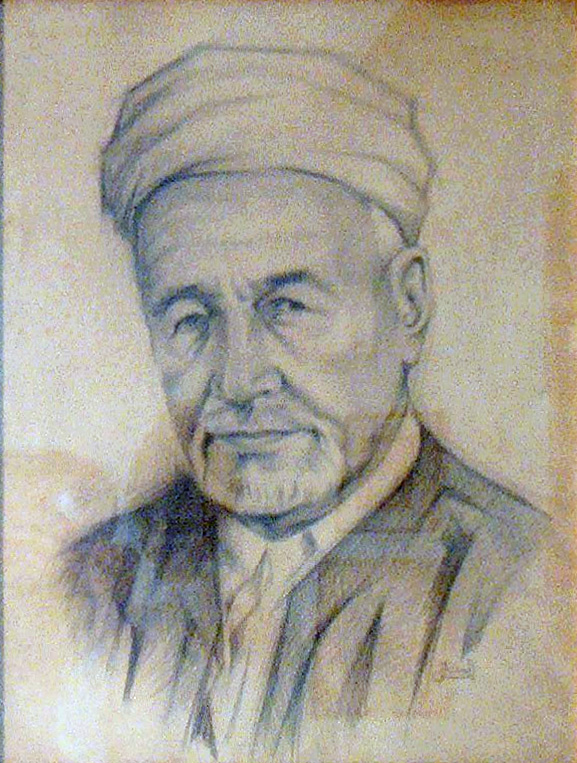
Mohamed Bachir El Ibrahimi (1889-1965).